# Президентські вибори в Румунії 2019
Президентські вибори в Румунії проходили у два тури 10 листопада та 24 листопада 2019 року. До бюлетеня внесено 14 кандидатів.
За результатами першого туру найбільше голосів набрали чинний Глава Румунії Клаус Йоганніс (39 % голосів виборців) та колишня Глава уряду Віоріка Денчіле, за яку віддали голоси 22 % виборців.
За попередніми даними Центрального виборчого органу Румунії у другому турі Йоганніса підтримали 63,12 % голосів, а Данчіле — 36,18 %. До виборчих урн прийшли більше 10 млн громадян або більше 50 % від загальної кількості зареєстрованих виборців в Румунії та за її межами.

## Особливості виборів
Клаус Йоганніс переміг на останніх президентських виборах у 2014 році та склав присягу 21 грудня 2014 року. Відповідно до статті 83 Конституції Румунії, «термін повноважень президента Румунії становить п'ять років, який виконується з дня складання присяги» але лише два терміни. У червні 2018 року діючий президент Йоганніс публічно заявив про намір балотуватися на другий термін на посаду президента держави. Румунський уряд визначив виборчий календар цих президентських виборів.

## Кандидати

### Національно-ліберальна партія
Президент Клаус Йоганніс має право на переобрання. Його кандидатуру на виборах 2014 року підтримала Національно-ліберальна партія (PNL), президентом якої він був на той час. Після вступу на посаду президента Йоганніс призупинив своє членство в PNL, оскільки Конституція не дозволяє президенту бути офіційним членом політичної партії протягом свого терміну. Президент PNL Людовик Орбан підтвердив підтримку партією Йоганніса після виборів. 11 березня 2018 року Національна рада PNL офіційно схвалила кандидатуру Клауса Йоганніса на новий термін на посаді президента.

### Соціал-демократична партія
Лівіу Плеояну, член Палати депутатів Бухаресту з 2016 року від Соціал-демократичної партії (PSD), заявив про свою кандидатуру 23 липня 2017 року. Лівіу Драгня, президент Палати депутатів з 2016 року, та Габріела Фіреа, мер Бухаресту з 2016 року, вважалися іншими потенційними кандидатами від цієї партії. Однак обидва спростувати ці міркування у ЗМІ, Фіреа заявила, що хоче допрацювати свій термін на посаді мера, а Лівіу Драгня відкинув цю ідею, заявивши, що він і PSD зосереджуються на керівній програмі та порядку денному парламенту, оскільки Драгня є президентом палати депутатів. Після засудження за звинуваченням у корупції 27 травня 2019 року Драгня взагалі утратив шанси стати кандидатомна пост президента.

### Збережіть Союз Румунії та Альянс ПЛЮС
Нікуор Дан, колишній президент Союзу « За збереження Румунії» (USR), третьої за величиною політичної партії в країні, вважає, що партія повинна висувати свого кандидата на вибори. Дан Барна, новий президент Союзу, заявив в інтерв'ю Адеварулу, що USR буде висувати кандидата у президенти, визначивши його шляхом голосування членів партії. Барна також сказав, що « Дачіан Чолош може бути варіантом, як і будь-яка відома людина».
Колишній міністр праці уряду Чолоо Драґо Послару, який входить до складу засновників нової партії колишнього прем'єр-міністра ПЛЮС +, заявив, що партія готова до можливої кандидатури на пост президента лідера Даціана Чолоша. Він також підкреслив, що кандидатура президента Йоганніса на новий термін не виключає кандидатуру Дачана Чолоша . 8 червня 2018 року Сіоло заявив, що не буде виступати проти Клауса Йоганніса. Однак згодом він заявив, що бере на себе будь-яку відповідальність за те, що його нещодавно заснована політична партія (ПЛЮС +) покладе на нього різні обов'язки, не виключаючи президентства.
Після результатів виборів до Європейського парламенту 2019 року USR та PLUS вирішили зберегти свій союз на виборах президента і висунули Дана Барну спільним кандидатом.

### Інші політичні сили
Багато голосів всередині АЛДЕ припускають, що Келін Попеску Терічану, лідер партії та президент Сенату, повинен бути пропозицією коаліції PSD–ALDE щодо майбутніх виборів і попросив підтримку ПСД у цьому плані. Сам Терічану вважав, що найкращим варіантом для виборів президента є спільна кандидатура PSD–ALDE. 24 липня 2019 року ALDE оголосила, що Терічеану буде балотуватися у президенти.
На прес-конференції 26 жовтня 2017 року Віктор Понта, колишній прем'єр-міністр та переможець виборів 2014 року, заявив, що його новостворена партія Про Румунія висуне кандидата на виборах, але заперечив, що він буде балотуватися знову на президента Румунії.
25 серпня 2019 року Теодор Палеолог був визначений кандидатом від Партії народного руху .
7 липня 2019 року Рамона Іоана Брюнсельс висунула свою кандидатуру. Ця новина була зустрінута здивуванням політичними коментаторами, які заговорили про інтригу. Брюнсельс запропонував свою платформу щодо прийняття порушеної політичної системи в Румунії, яка, на його думку, працює проти інтересів громадян. Брюнсельс — центристський політик і кандидат Партії гуманістичної влади. Партія контролюється кулуарно румунським магнатом та співробітником Securitate Dan Voiculescu.

### Кандидати на пост Президента Румунії
| Ім'я та прізвище    | Біографія                                                 | Досвід державної служби | Кампанія та приналежність | Альма-матер та спеціальність | Кандидат Announcement dates                                                                                     |
| ------------------- | --------------------------------------------------------- | --- | --- | --- | --- |
| Клаус Йоганніс      | 13 червня 1959 (age 60 років) Сібіу, Сібіу (повіт)        | Президент Румунії (2014–наступні вибори) Міський голова Сібіу (2000—2014) Останні опитування: 41 % (1-е місце) Колишні президентські вибори: 2014: 30.37 % (2-е місце в 1-у турі), 54.43 % (переможець у 2-у турі)                                   | Девіз: Pentru o Românie normală (Для звичайної Румунії) Філіал: PNL (членство призупинено, будучи президентом Румунії) Підтверджено: FDGR | Фізичний факультет, Клузький університет, Клуж-Напока (1983) вчитель фізики | Intention: 11 березня 2018 Official: 23 червня 2018 BEC filing: 20 вересня 2019 BEC validation: 22 вересня 2019 |
| Віоріка Денчіле     | 16 грудня 1963 (age 55 років) Рошіорій-де-Веде, Телеорман | Прем'єр-міністр Румунії (2018—2019) депутатка Європарламенту (2009—2018) Останні опитування: 26 % (2-е місце) | Гасло: Alături de fiecare român (Standing by each Romanian) Філія: PSD Endorsed by: PNȚCD, UNPR                                           | Факультет буріння свердловин та експлуатації родовищ вуглеводнів, Університет нафти і газу, Плоєшті (1988) нафтовий інженер, викладач нафтових технологій                          | Intention: 11 липня 2019 Official: 23 липня 2019 BEC filing: 19 вересня 2019 BEC validation: 20 вересня 2019    |
| Дан Барна           | 10 липня 1975 (age 44 роки) Сібіу, Повіт Сібіу            | депутат (2016–наступні вибори) Державний секретар Міністерства європейських фондів (2016) Останні опитування: 12 % (3-е місце) | Гасло: Fericiți în România ([We,] Happy in Romania) Філія: 2020 USR-PLUS Alliance (alliance members: USR and PLUS)                        | Юридичний факультет, Бухарестський університет (1998) юрист | Intention: 1 липня 2019 Official: 13 липня 2019 BEC filing: 20 вересня 2019 BEC validation: 22 вересня 2019     |
| Мірча Дьякону       | 24 грудня 1949 (age 69 років) Вледешть, Арджеш            | депутат Європарламенту (2014—2019) міністр культури (2012) сенатор (2008—2012) Останні опитування: 7 % (4-е місце) | Девіз: Cu bună credință (У добрій вірі) Приналежність: жодна, підтримується Альянсом для однієї людини (члени альянсу: Pro Romania, ALDE) | Національний університет театру і кіно «І. Караджале», Бухарест (1971) актор | Intention: 25 серпня 2019 Official: 27 серпня 2019 BEC filing: 21 вересня 2019 BEC validation: 22 вересня 2019  |
| Теодор Палеолог     | 15 липня 1973 (age 46 років) Бухарест                     | депутат (2008—2016) Міністр культури (2008—2009) Посол у Данії (2005—2008) Останні опитування: 6 % (5-е місце) | Гасло: Respect, educație, performanță (Respect, Education, Performance) Філія: PMP                                                        | Філософський факультет, Університет Париж I Пантеон-Сорбонна (1998) професор філософії та політології                                                                              | Intention: 17 липня 2019 Official: 25 серпня 2019 BEC filing: 20 вересня 2019 BEC validation: 20 вересня 2019   |
| Рамона Брюнсельс    | 14 лютого 1980 (age 39 років) Клуж-Напока, Клуж           | Державний секретар при Генеральному секретаріаті уряду (2017—2018) Останні опитування: 4 % (6-е місце) | Гасло: Fără imunitate ([Politicians] Free of Imunity) Філія: Humanist Power Party                                                         | Юридичний факультет Християнського університету імені Димитрія Кантеміра, Клуж-Напока (2002) jurist                                                                                | Intention: 8 червня 2019 Official: 8 червня 2019 BEC filing: 22 вересня 2019 BEC validation: 24 вересня 2019    |
| Хунор Келемен       | 18 жовтня 1967 (age 52 роки) Кирца, Харгіта               | депутат (2000—2005) міністр культури (2009—2012, 2014) Державний секретар при Міністрі культури (1997—2000) Останні опитування: 2 % (7 місце, разом з А. Кумпанану) Former presidential elections: 2014: 3.47 % (8-е місце) 2009: 3.83 % (5-е місце) | Гасло: Respect pentru toți (Respect for Everyone) Філія: UDMR                                                                             | Університет сільськогосподарських наук та ветеринарної медицини Клуж-Напока (1993), Філософський факультет, Клузький університет, Клуж-Напока (1998) ветеринар, викладач філософії | Intention: 23 лютого 2019 Official: 30 серпня 2019 BEC filing: 21 вересня 2019 BEC validation: 22 вересня 2019  |
| Александру Кумпанау | 29 березня 1981 (age 38 років) Каракал, Повіт Олт         | Останні опитування: 2 % (7-е місце, разом з Хунор Келемен) | Гасло: Ori noi, ori ei ([It is] Us or Them) Філія: none                                                                                   | «Ioniță Asan» вища школа, Каракал (2000) civic activist | Intention: 29 серпня 2019 Official: 2 вересня 2019 BEC filing: 22 вересня 2019 BEC validation: 24 вересня 2019  |

### Інші кандидати
| Ім'я та прізвище  | Біографія                                        | Досвід державної служби                                                             | Приналежність та схвалення                                                                       | Альма-матер тп спеціальність | Кандидатура Announcement dates |
| ----------------- | ------------------------------------------------ | ----------------------------------------------------------------------------------- | ------------------------------------------------------------------------------------------------ | --- | --- |
| Себастьян Попеску | 12 лютого 1982 (age 37 років) Балш, Олт          |                                                                                     | Гасло: Pentru o nouă Românie (For a New Romania) Філія: New Romania Party                        | Факультет ветеринарної медицини, Банатський університет сільськогосподарських наук та ветеринарної медицини, Тімішоара (2006) ветеринар | Intention: 17 червня 2018 Official: 17 червня 2018 BEC filing: 22 вересня 2019 BEC validation: 24 вересня 2019                                                          |
| Богдан Станоєвич  | 22 січня 1958 (age 61 рік) Бухарест              | Державний секретар міністерства у справах румунів за кордоном (2014)                | Гасло: România, din nou acasă (Romania, Home Again) Філія: none                                  | Національний університет театру і кіно «І. Караджале», Бухарест (1982) актор                                                            | Intention: 29 березня 2019 Official: 3 травня 2019 BEC filing: 22 вересня 2019 BEC validation: 24 вересня 2019                                                          |
| Нінель Пія        | 7 жовтня 1969 (age 50 років) Браставецу, Олт     | депутатка (2012—2016)                                                               | Гасло: Un președinte ca niciunul (A President like Nobody else) Філія: Romanian Nationhood Party | Юридичний факультет не визначеного університету в Бухаресті (2000) юрист                                                                | Intention: 4 червня 2019 Official: 4 червня 2019 BEC filing: 22 вересня 2019 BEC validation: 24 вересня 2019                                                            |
| Віорел Катарама   | 31 січня 1955 (age 64 роки) Бакеу, повіт Бакеу   | сенатор (1996—2000) Державний секретар Міністерства торгівлі та туризму (1991—1992) | Гасло: Muncești și câștigi (Work and Win) Філія: Ліберально-права партія                         | Торговий факультет, Академія економічних досліджень, Бухарест (1980) економіст                                                          | Intention: 10 червня 2019 Official: 31 серпня 2019 BEC filing: 18 вересня 2019 BEC rejection: 20 вересня 2019 CCR appeal: 21 вересня 2019 CCR approval: 22 вересня 2019 |
| Джон Іон Бану     | 8 липня 1960 (age 59 років) Кимпулунг, Арджеш    |                                                                                     | Гасло: Certitudinea românilor (Romanians' Certainity) Філія: Romanian Nation Party               | Політехнічний університет Бухареста інженер-механік                                                                                     | Intention: 13 червня 2019 Official: 13 червня 2019 BEC filing: 22 вересня 2019 BEC validation: 24 вересня 2019                                                          |
| Кателін Іван      | 23 грудня 1978 (age 40 років) Галац, повіт Галац | депутат Європарламенту (2009—2019) повіт Ясси Радник (2005—2009)                    | Гасло: Președinte pentru Români (Президент для румунів) Філія: Alternative for National Dignity  | Факультет економіки та управління бізнесом, Ясський університет, Ясси (2003) економіст                                                  | Intention: 17 вересня 2019 Official: 17 вересня 2019 BEC filing: 22 вересня 2019 BEC validation: 24 вересня 2019                                                        |

### Відмовилися бути кандидатами
Ці особи були предметом спекуляцій, але публічно заперечували або відмовлялися від зацікавленості балотуватися у президенти. 
| Ім'я та прізвище      | Біографія                                             | Досвід державної служби | Приналежність та ендорсментен                                          | Альма-матер та спеціальність | Кандидат Announcement dates |
| --------------------- | ----------------------------------------------------- | --- | ---------------------------------------------------------------------- | --- | --- |
| Людовік Орбан         | 25 травня 1963 (age 56 років) Брашов, повіт Брашов    | Прем'єр-міністр Румунії (2019-наступні вибори) депутат (2008—2016) Міністр транспорту (2007—2008) Заступник міського голови Бухаресту (2004—2007) Державний секретар Агентства державних службовців (2000—2001) Державний секретар Департаменту публічної інформації (1999—2000) Генеральний секретар Управління з обмеженими фізичними можливостями (1998—1999) Директор з комунікацій Агентства енергетичної політики (1997—1998) Місцевий радник, сектор 1, Бухарест (1996—1997) Місцевий радник, сектор 3, Бухарест (1992—1996) «Остаточне опитування, яке з'явиться» "(3 квітня, 2019): 2.5 % (6th place) | Affiliation: PNL                                                       | Faculty of Industrial Machinery Technology, Transilvania University of Брашов (1988) technological engineer                                                                                     | Denied interest: 8 квітня 2017 Endorsing Klaus Iohannis: 8 квітня 2017                                                                        |
| Віктор Понта          | 20 вересня 1972 (age 47 років) Бухарест               | Deputy (2004–election day) Prime Minister of Romania (2012—2015) Minister of Parliamentary Relations (2008—2009) Minister-Delegate for Control of International Grant Programmes Implementation and for Monitoring the Application of the Acquis Communautaire (2004) Head of the Governmental Control Department (2001—2004) Final poll to appear (August 30, 2019): 14.0 % (3rd place) Former presidential election: 2014: 40.44 % (1-е місце, 1-й раунд), 45.56 % (2-е місце, 2-й раунд) | Affiliation: Pro Romania                                               | Юртидичний факультет, Бухарестський університет (1995) прокурор | Denied interest: 26 жовтня 2017 Endorsing Mircea Diaconu, after he got party endorsement: 26 серпня 2019                                      |
| Лія Ольгуша Василеску | 18 листопада 1974 (age 44 роки) Крайова, Долж         | Deputy (2000—2008, 2016–election day) Minister of Labour (2017—2018) Міський голова Крайова (2012—2016) сенатор (2008—2012) | Affiliation: PSD                                                       | Філологічно-історичний факультет Університету Крайова (1997) журналіст | Denied interest: 17 січня 2019 Endorsed Liviu Dragnea: 17 січня 2019 Endorsing Viorica Dăncilă, after she became party nominee: 22 липня 2019 |
| Лівіу Драгнея         | 28 жовтня 1962 (age 57 років) Гратія, Телеорман       | Президент Палати депутатів (2016—2019) Заступник (2012—2019) Міністр регіонального розвитку та адміністрації (2012—2015) Віце-прем'єр-міністр Румунії (2012—2014) Міністр адміністрації внутрішніх справ (2009) Президент Ради округу Телеорман (2000—2012) Префект Телеорман графство (1996—2000) Остаточне опитування з'явиться (22 травня 2019): 7 % (5th place) | Former affiliation: PSD (electoral rights suspended due to conviction) | Транспортний факультет, Політехнічний університет Бухареста (1987) Факультет управління та державного управління, Екологічний університет в Бухаресті (2003) інженер з транспорту, власник бару | Denied interest: 26 травня 2019 Endorsed Gabriela Firea: 26 травня 2019                                                                       |
| Лаура Кодруца Кевеші  | 15 травня 1973 (age 46 років) Сфинту-Георге, Ковасна  | Головний прокурор Європи (2019 — день виборів) Головний прокурор Національної антикорупційної дирекції (2013—2018) Генеральний прокурор Румунії (2006—2012) Головний прокурор Управління розслідування організованої злочинності та тероризму у округ Сібіу Остаточне опитування має з'явитися(8 липня, 2019): 11 % (3rd place) | Affiliation: none                                                      | Faculty of Law, Клузький університет, Клуж-Напока (1995) прокурор | Denied interest: 28 травня 2019 |
| Михай Гадеа           | 10 січня 1977 (age 42 роки) Бухарест                  | | Affiliation: none                                                      | Факультет адвентистської теології (2000) Телеведучий | Denied interest: 1 червня 2019 Endorsing Ramona Bruynseels: 8 червня 2019                                                                     |
| Іоан-Аурель Поп       | 1 січня 1955 (age 64 роки) Цага, Клуж                 | Президент Румунської академії (2018 — день виборів) | Affiliation: none                                                      | Історико-філософський факультет, Університет Бабея-Болая, Клуж-Напока (1979) професор історії                                                                                                   | Denied interest: 10 червня 2019 |
| Крістіан Дяконеску    | 2 липня 1959 (age 60 років) Бухарест                  | Presidential advisor (2012—2014) Міністр закордонних справ (2008—2009, 2012) Сенатор (2004—2012) Міністр юстиції (2004) Державний секретар з питань європейських справ Міністерства закордонних справ (2004) Державний секретар з питань двосторонніх питаньМіністерства закордонних справ (2000—2004) Остаточне опитування має з'явитися (23 листопада 2017): 5 % (4th place) | Affiliation: none                                                      | Faculty of Law, Бухарестський університет (1983) юрист | Denied interest: 12 липня 2019 |
| Євген Томак           | 27 червня 1981 (age 38 років) Бабеле, Одеська область | 'депутат Європарламенту (2019–наступні вибори) депутат (2012—2019) Державний секретар у справах румун за кордоном Міністерства закордонних справ (2008—2012) Радник Президента (2006—2008, 2012) Остаточне опитування, яке з'явиться' (30 серпня, 2019): 0.6 % (7th place) | Affiliation: PMP                                                       | Fісторичний факультет, Бухарестського університету (2003) історик, журналіст | Denied interest: 12 липня 2019 Endorsing Theodor Paleologu, after he became party nominee: 25 серпня 2019                                     |

## Кампанія
Передвиборча кампанія розпочалася 12 жовтня 2019 року, 0:00 EET і тривала до 9 листопада 2019 року, 7:00 EET (за день до виборів).

### Суперечки
Кандидат Дан Барна нібито брав участь у фінансовій схемі під час свого підприємництва. Він відкинув звинувачення.
ЗМІ оприлюднили записи розмов, які проводила кандидатка Рамона Брюйнсельс зі своїми працівниками, щодо нібито сумнівних діянь, вчинених за її агітаційні кошти Деном Войкулеску, неофіційним лідером партії, яка підтримує її кандидатуру.
Повідомлялося, що кандидат Нінель Пія пропав безвісти протягом ночі з 6 на 7 листопада 2019 року. Його бачили, як він о 1:17 ранку виходив із готелю, де він проживав у Клуж- Напоці, і не повернуся. Наступного ранку його знайшли в монастирі Путна, за 195 кілометрів, заявивши, що він поїхав туди «молитися».
Про кандидата Віореля Катарама повідомлялося як про колишнього інформатора сумнозвісного Секурітату (розвідувальна служба Комуністичної Румунії). Він відкинув звинувачення.
Радіовідповідач, який проводив прямі дебати, попередив кандидата Олександра Кумпанану, щоб він так більше не говорив, інакше він зіткнеться з виключенням із дебатів. У виборчому шоу, яке транслювалося в прямому ефірі румунського громадського телеканалу TVR1, Олександру Кумпанау показав свої навички поводження з гарматами, стріляючи по повітряних кулях. Пізніше він заявив, що кулемет — це «іграшка».

### Фінансування кампанії
Це огляд коштів, які збирає кожен кандидат, про що було повідомлено в Постійному виборчому органі. Усього залучених — це сума всіх внесків (приватних та державних). Станом на 8 листопада 2019 року кандидати зібрали загалом 60 205 878,70 леїв.
| Кандидат   | Всього зібрано (лей) | Приватне фінансування (лей) | Державне фінансування (лей) |
| ---------- | -------------------- | --------------------------- | --------------------------- |
| Йоханніс   | 13 000 000,00        | 0,00                        | 13 000 000,00               |
| Денчіле    | 15 958 000,00        | 1,515 000,00                | 14,443 000,00               |
| Барна      | 6,469,551.31         | 6,289,843.31                | 179 708,00                  |
| Дьякону    | 15 466 624,80        | 15,146,624,80               | 300 000,00                  |
| Палеолог   | 6,582,906.00         | 6,582,906.00                | 0,00                        |
| Брюйнсель  | 697,798.00           | 697,798.00                  | 0,00                        |
| Келемен    | 445 000,00           | 445 000,00                  | 0,00                        |
| Cumpănașu  | 558,598.59           | 558,598.59                  | 0,00                        |
| Попеску    | 0,00                 | 0,00                        | 0,00                        |
| Станоєвичі | 20000,00             | 20000,00                    | 0,00                        |
| Пія        | 8 000,00             | 8 000,00                    | 0,00                        |
| Катарама   | 1300 000,00          | 1300 000,00                 | 0,00                        |
| Бану       | 50 000,00            | 50 000,00                   | 0,00                        |
| Іван       | 14 400,00            | 14 400,00                   | 0,00                        |
| Всього     | 60,205,878,70        | 32,283,170,70               | 27 922 708,00               |

## Дебати
Для проведення дебатів необхідно, принаймні, два кандидати. Ситуація, така як: один кандидат з одним або декількома інтерв'юерами; один кандидат, який має представника (або більше) іншого кандидата (кандидатів); лише представники кандидатів (незалежно від того, скільки кандидатів було представлено); один кандидат, що обговорює раніше записане відео іншого кандидата (кандидатів); короткі висловлювання в реальному часі кандидата (через телефонний або відеозв'язок), що вставляються під час шоу лише з одним (іншим) кандидатом; короткі випадкові зустрічі кандидатів (у не раніше організованій дискусії), які розмовляли один з одним (і були записані навіть на професійних камерах у студіях телебачення), не повинні вважатися належними дебатами.
Будь-яка дискусія повинна публічно транслюватися. Переговори за закритими дверима, «стратегічні зустрічі» між кандидатами чи будь-який інший тип незрозумілих переговорів не є належними дискусіями, навіть якщо їхній зміст (або його фрагменти) був оприлюднений для громадськості, навіть якщо кандидати схвалили його оприлюднення.
Дебати можуть транслюватися на радіо, телебаченні чи в Інтернеті. Кандидати можуть з'являтися особисто або брати участь у дебатах через телефонний або відеозв'язок протягом усього часу дебатів. Кандидати, які вийшли з дебатів до того, як минуло 10 % часу для дебатів (через кілька слів або декількох хвилин), вважатимуться заочними. У цій конкретній ситуації (якщо вона відбудеться) дебати вважаються справедливими, оскільки на їх початку були присутні щонайменше два кандидати. Кандидати, що пішли до закінчення дебатів, вважаються присутніми.

## Опитування громадської думки

### Перший тур
| Джерело опитування | Дата (и)                       | Обсяг вибірки | Клаус Йоганніс | Дачіан Чолош | Не визначився | Немає  | Похибка |
| ------------------ | ------------------------------ | ------------- | -------------- | ------------ | ------------- | ------ | ------- |
| INSCOP             | 12 квітня — 3 травня 2019 року | 1,050         | 33.7%          | 14.6 %       | 38.0 %        | 13.7 % | ±3 %    |

#### Йоганніс vs. Драгня
| Джерело опитування | Дата (и)                       | Обсяг вибірки | Йоганніс | Драгня | Не визначився | Немає  | Похибка |
| ------------------ | ------------------------------ | ------------- | -------- | ------ | ------------- | ------ | ------- |
| INSCOP             | 12 квітня — 3 травня 2019 року | 1,050         | 41.6%    | 18.0 % | 29.1 %        | 11.2 % | ±3 %    |

#### Йоганніс vs. Фіря
| Джерело опитування | Дата (и)                       | Обсяг вибірки | Йоганніс | Фіря | Не визначився | Немає  | Похибка |
| ------------------ | ------------------------------ | ------------- | -------- | ---- | ------------- | ------ | ------- |
| INSCOP             | 12 квітня — 3 травня 2019 року | 1,050         | 37.4%    | 21 % | 31.3 %        | 10.3 % | ±3 %    |
|                    | 3–12 травня 2017               | 800           | 40 %     | 44%  | 6 %           | 10 %   | ±3.47 % |

#### Графічний підсумок
Наведений нижче графік зображує зміни становища кожного кандидата в агрегаторах опитування з грудня 2018 року. 

##### Сукупність опитувань
Наступний графік зображує зміни становища кожного з присутніх кандидатів, включаючи колишніх кандидатів у партії та кандидатів у альянси з грудня 2018 року.

### Другий тур

#### Йоганніс проти Данчіле
| Джерело опитування | Дата (и)                   | Обсяг вибірки | Йоганніс | Денчіле | Похибка |
| ------------------ | -------------------------- | ------------- | -------- | ------- | ------- |
| CURS               | 27 серпня – 2 вересня 2019 | 1,067         | 65%      | 35%     | ±3%     |

#### Йоганніс проти Барна
| Джерело опитування | Дата (и)                   | Обсяг вибірки | Йоганніс | Барна | Не визначився | Жоден | Похибка |
| ------------------ | -------------------------- | ------------- | -------- | ----- | ------------- | ----- | ------- |
| USR                | 15–23 жовтня 2019          | Н/Д           | 39.8%    | 24.0% | 27.4%         | 8.8%  | Н/Д     |
| USR                | 3–24 вересня 2019          | 1,500         | 44.2%    | 22.2% | 27.5%         | 6.0%  | Н/Д     |
| CURS               | 27 серпня – 2 вересня 2019 | 1,067         | 63%      | 37%   | Н/Д           | Н/Д   | ±3%     |

##### Графічний підсумок
Наступний графік зображує лише підтримку виборців, які висловили свою думку на користь кандидата.

#### Йоганніс проти Дьякону
| Джерело опитування | Дата (и)                   | Обсяг вибірки | Йоганніс | Дьякону | Похибка |
| ------------------ | -------------------------- | ------------- | -------- | ------- | ------- |
| CURS               | 27 August–2 September 2019 | 1,067         | 62%      | 38%     | ±3%     |

#### Йоганніс проти Терічану
| Джерело опитування | Дата (и)            | Обсяг вибірки | Йоганніс | Терічану | Не визначився | Жоден | Похибка |
| ------------------ | ------------------- | ------------- | -------- | -------- | ------------- | ----- | ------- |
| INSCOP             | 12 April–3 May 2019 | 1,050         | 38.1%    | 26.0%    | 26.8%         | 9.0%  | ±3%     |

#### Йоганніс проти Чолоша
| Джерело опитування | Дата (и)            | Обсяг вибірки | Йоганніс | Чолош | Не визначився | Жоден | Похибка |
| ------------------ | ------------------- | ------------- | -------- | ----- | ------------- | ----- | ------- |
| INSCOP             | 12 April–3 May 2019 | 1,050         | 33.7%    | 14.6% | 38.0%         | 13.7% | ±3%     |

#### Йоганніс проти Драгні
| Джерело опитування | Дата (и)            | Обсяг вибірки | Йоганніс | Драгня | Не визначився | Жоден | Похибка |
| ------------------ | ------------------- | ------------- | -------- | ------ | ------------- | ----- | ------- |
| INSCOP             | 12 April–3 May 2019 | 1,050         | 41.6%    | 18.0%  | 29.1%         | 11.2% | ±3%     |

#### Йоганніс проти Фіреї
| Джерело опитування | Дата (и)            | Обсяг вибірки | Йоганніс | Фірея | Не визначився | Жоден | Похибка |
| ------------------ | ------------------- | ------------- | -------- | ----- | ------------- | ----- | ------- |
| INSCOP             | 12 April–3 May 2019 | 1,050         | 37.4%    | 21%   | 31.3%         | 10.3% | ±3%     |
| Avangarde          | 3–12 May 2017       | 800           | 40%      | 44%   | 6%            | 10%   | ±3.47%  |

## Результати
| Кандидат                      | Кандидат                      | Партія                              | Перший тур | Перший тур | Другий тур | Другий тур |
| Кандидат                      | Кандидат                      | Партія                              | Голосів    | %          | Голосів    | %          |
| ----------------------------- | ----------------------------- | ----------------------------------- | ---------- | ---------- | ---------- | ---------- |
|                               | Клаус Йоганніс                | Національно-ліберальна партія       | 3,485,292  | 37.82      |            |            |
|                               | Віоріка Денчіле               | Соціал-демократична партія          | 2,051,725  | 22.26      |            |            |
|                               | Ден Барна                     | 2020 USR — PLUS Alliance            | 1,384,450  | 15.02      |            |            |
|                               | Мірча Дьякону                 | Альянс за «одну людину»             | 815,201    | 8.85       |            |            |
|                               | Теодор Палеологу              | Партія народного руху               | 527,098    | 5.72       |            |            |
|                               | Хунор Келемен                 | Демократичний союз угорців Румунії  | 357,014    | 3.87       |            |            |
|                               | Рамона Брюнсельс              | Партія гуманістичної влади          | 244,275    | 2.65       |            |            |
|                               | Олександру Кумпанау           | Незалежний                          | 141,316    | 1.53       |            |            |
|                               | Віорел Катарама               | Ліберально-права партія             | 48,662     | 0.53       |            |            |
|                               | Богдан Станоевич              | Незалежний                          | 39,192     | 0.42       |            |            |
|                               | Кателін Іван                  | Альтернатива національному гідності | 32,787     | 0.36       |            |            |
|                               | Нінель Пія                    | Партія нації Румунії                | 30,884     | 0.34       |            |            |
|                               | Себастьян Попеску             | Нова Румунська партія               | 30,850     | 0.33       |            |            |
|                               | Джон Йон Бану                 | Румунська нація                     | 27,769     | 0.30       |            |            |
| Недійсні / незаповнені голоси | Недійсні / незаповнені голоси | Недійсні / незаповнені голоси       | 142,961    | –          |            | –          |
| Всього                        | Всього                        | Всього                              | 9,359,673  | 100        |            |            |
| Зареєстровані виборці / явка  | Зареєстровані виборці / явка  | Зареєстровані виборці / явка        | 18,286,865 | 51.18      |            |            |
| Джерело: BEC                  |                               |                                     |            |            |            |            |

### За округом

#### Перший тур
| Округ           | Йоганніс (PNL) | Денчіле (PSD) | Барна (USR-PLUS) | Дьякону (PRO-ALDE) | Палеологу (PMP) | Келемен (UDMR) | Брюнсельс (PPU) | Кумпанау (Ind.) | Катараме (DL) | Станович (Нез.) | Іван (ADN) | Нінель Пія (PNeR) | Попеску (PNR) | Бану (PNRo) |       |
| --------------- | -------------- | ------------- | ---------------- | ------------------ | --------------- | -------------- | --------------- | --------------- | ------------- | --------------- | ---------- | ----------------- | ------------- | ----------- | ----- |
| Округ           | Алба           | 51.76%        | 17.33%           | 11.40%             | 6.23%           | 5.32%          | 2.25%           | 2.71%           | 1.04%         | 0.62%           | 0.27%      | 0.33%             | 0.22%         | 0.24%       | 0.30% |
| Арад            | 43.30%         | 17.29%        | 13.97%           | 8.19%              | 6.74%           | 4.18%          | 2.83%           | 1.49%           | 0.50%         | 0.39%           | 0.24%      | 0.30%             | 0.29%         | 0.29%       |       |
| Арджеш          | 30.19%         | 30.88%        | 12.31%           | 14.03%             | 5.12%           | 0.26%          | 3.18%           | 1.76%           | 0.57%         | 0.44%           | 0.31%      | 0.32%             | 0.32%         | 0.33%       |       |
| Бакеу           | 36.98%         | 25.68%        | 13.07%           | 9.96%              | 5.26%           | 0.72%          | 3.32%           | 1.57%           | 0.98%         | 0.50%           | 0.54%      | 0.52%             | 0.48%         | 0.43%       |       |
| Біхор           | 36.03%         | 18.59%        | 11.40%           | 7.89%              | 5.63%           | 15.39%         | 2.21%           | 1.11%           | 0.42%         | 0.27%           | 0.24%      | 0.31%             | 0.24%         | 0.26%       |       |
| Бистриця-Несеуд | 48.76%         | 20.05%        | 10.22%           | 5.97%              | 6.15%           | 3.13%          | 2.45%           | 1.07%           | 0.40%         | 0.25%           | 0.61%      | 0.25%             | 0.31%         | 0.38%       |       |
| Ботошані        | 31.08%         | 34.16%        | 8.79%            | 12.46%             | 4.61%           | 0.48%          | 3.13%           | 1.85%           | 1.16%         | 0.45%           | 0.54%      | 0.38%             | 0.48%         | 0.43%       |       |
| Брашов          | 41.92%         | 15.21%        | 18.05%           | 9.68%              | 5.38%           | 3.31%          | 2.76%           | 1.25%           | 0.47%         | 0.49%           | 0.48%      | 0.36%             | 0.33%         | 0.29%       |       |
| Бреїла          | 33.24%         | 31.12%        | 9.58%            | 12.15%             | 4.66%           | 0.36%          | 3.89%           | 1.89%           | 0.80%         | 0.58%           | 0.55%      | 0.38%             | 0.43%         | 0.38%       |       |
| Бухарест        | 31.77%         | 17.89%        | 24.83%           | 11.30%             | 8.07%           | 0.21%          | 2.48%           | 1.16%           | 0.53%         | 0.67%           | 0.28%      | 0.39%             | 0.25%         | 0.17%       |       |
| Бузеу           | 29.69%         | 34.56%        | 9.78%            | 13.42%             | 4.27%           | 0.31%          | 3.63%           | 1.75%           | 0.65%         | 0.43%           | 0.39%      | 0.39%             | 0.37%         | 0.38%       |       |
| Караш-Северін   | 38.48%         | 30.86%        | 8.70%            | 9.10%              | 5.66%           | 0.57%          | 3.01%           | 1.36%           | 0.50%         | 0.43%           | 0.29%      | 0.29%             | 0.37%         | 0.39%       |       |
| Келераш         | 37.62%         | 31.84%        | 9.16%            | 9.32%              | 3.69%           | 0.34%          | 3.06%           | 2.26%           | 0.68%         | 0.45%           | 0.39%      | 0.45%             | 0.41%         | 0.33%       |       |
| Клуж            | 42.09%         | 10.43%        | 20.18%           | 5.94%              | 8.70%           | 7.80%          | 2.52%           | 0.72%           | 0.43%         | 0.27%           | 0.19%      | 0.25%             | 0.24%         | 0.23%       |       |
| Констанца       | 40.15%         | 20.24%        | 15.77%           | 9.73%              | 6.43%           | 0.26%          | 3.09%           | 1.65%           | 0.66%         | 0.56%           | 0.35%      | 0.37%             | 0.41%         | 0.32%       |       |
| Ковасна         | 16.66%         | 6.91%         | 5.95%            | 3.91%              | 2.04%           | 61.39%         | 3.09%           | 1.65%           | 0.28%         | 0.23%           | 0.17%      | 0.19%             | 0.21%         | 0.22%       |       |
| Димбовіца       | 35.77%         | 32.49%        | 9.64%            | 10.18%             | 4.74%           | 0.26%          | 2.56%           | 1.81%           | 0.68%         | 0.41%           | 0.47%      | 0.25%             | 0.35%         | 0.38%       |       |
| Долж            | 31.96%         | 36.87%        | 11.40%           | 9.76%              | 3.79%           | 0.28%          | 2.31%           | 1.67%           | 0.48%         | 0.32%           | 0.33%      | 0.28%             | 0.27%         | 0.27%       |       |
| Галац           | 34.44%         | 27.17%        | 13.31%           | 11.38%             | 5.73%           | 0.37%          | 3.46%           | 1.63%           | 0.53%         | 0.52%           | 0.39%      | 0.32%             | 0.37%         | 0.38%       |       |
| Джурджу         | 30.50%         | 42.85%        | 7.65%            | 9.89%              | 3.06%           | 0.29%          | 2.13%           | 1.61%           | 0.46%         | 0.41%           | 0.34%      | 0.25%             | 0.32%         | 0.23%       |       |
| Гордж           | 30.06%         | 37.54%        | 9.83%            | 9.48%              | 5.22%           | 0.48%          | 3.33%           | 1.54%           | 0.44%         | 0.33%           | 0.88%      | 0.23%             | 0.35%         | 0.30%       |       |
| Харгіта         | 9.45%          | 4.10%         | 3.75%            | 1.83%              | 1.19%           | 77.73%         | 0.72%           | 0.32%           | 0.17%         | 0.12%           | 0.11%      | 0.24%             | 0.15%         | 0.13%       |       |
| Хунедоара       | 34.40%         | 29.73%        | 11.06%           | 9.81%              | 5.08%           | 1.82%          | 4.35%           | 1.40%           | 0.57%         | 0.48%           | 0.32%      | 0.37%             | 0.33%         | 0.29%       |       |
| Яломіца         | 32.13%         | 32.71%        | 11.11%           | 11.73%             | 4.22%           | 0.44%          | 3.05%           | 2.09%           | 0.64%         | 0.43%           | 0.37%      | 0.33%             | 0.40%         | 0.35%       |       |
| Ясси            | 36.30%         | 21.35%        | 17.87%           | 9.53%              | 7.85%           | 0.28%          | 2.60%           | 1.52%           | 0.51%         | 0.41%           | 0.74%      | 0.36%             | 0.37%         | 0.31%       |       |
| Ілфов           | 39.27%         | 18.57%        | 19.46%           | 9.55%              | 6.32%           | 0.21%          | 2.61%           | 1.57%           | 0.60%         | 0.61%           | 0.28%      | 0.43%             | 0.31%         | 0.21%       |       |
| Марамуреш       | 40.08%         | 20.67%        | 13.85%           | 7.34%              | 7.97%           | 3.72%          | 2.93%           | 1.17%           | 0.42%         | 0.33%           | 0.31%      | 0.34%             | 0.33%         | 0.40%       |       |
| Мехедінць       | 34.84%         | 39.79%        | 6.68%            | 9.76%              | 3.39%           | 0.40%          | 2.09%           | 1.21%           | 0.47%         | 0.29%           | 0.30%      | 0.30%             | 0.22%         | 0.26%       |       |
| Муреш           | 34.81%         | 13.46%        | 11.10%           | 5.98%              | 3.69%           | 26.29%         | 2.16%           | 0.98%           | 0.30%         | 0.23%           | 0.25%      | 0.21%             | 0.26%         | 0.29%       |       |
| Нямц            | 36.46%         | 26.09%        | 12.13%           | 11.12%             | 5.87%           | 0.41%          | 3.13%           | 1.74%           | 0.64%         | 0.52%           | 0.48%      | 0.47%             | 0.51%         | 0.42%       |       |
| Олт             | 29.72%         | 42.99%        | 7.36%            | 8.05%              | 3.12%           | 0.28%          | 2.23%           | 4.42%           | 0.47%         | 0.28%           | 0.29%      | 0.26%             | 0.30%         | 0.23%       |       |
| Прахова         | 38.71%         | 22.97%        | 14.08%           | 10.07%             | 6.03%           | 0.29%          | 3.30%           | 1.67%           | 0.67%         | 0.61%           | 0.47%      | 0.39%             | 0.40%         | 0.32%       |       |
| Сату-Маре       | 35.86%         | 15.45%        | 9.07%            | 6.14%              | 3.16%           | 26.22%         | 1.72%           | 0.77%           | 0.28%         | 0.21%           | 0.26%      | 0.20%             | 0.30%         | 0.37%       |       |
| Селаж           | 33.97%         | 17.74%        | 15.44%           | 5.68%              | 4.53%           | 17.82%         | 2.30%           | 0.79%           | 0.38%         | 0.19%           | 0.45%      | 0.19%             | 0.23%         | 0.29%       |       |
| Сібіу           | 66.74%         | 9.71%         | 11.06%           | 4.93%              | 3.39%           | 0.78%          | 1.40%           | 0.61%           | 0.27%         | 0.20%           | 0.20%      | 0.26%             | 0.19%         | 0.27%       |       |
| Сучава          | 39.33%         | 24.93%        | 10.74%           | 10.00%             | 7.04%           | 0.36%          | 2.80%           | 1.82%           | 0.75%         | 0.44%           | 0.48%      | 0.48%             | 0.46%         | 0.36%       |       |
| Телеорман       | 30.09%         | 47.27%        | 6.56%            | 6.72%              | 3.78%           | 0.28%          | 2.12%           | 1.46%           | 0.43%         | 0.31%           | 0.29%      | 0.19%             | 0.27%         | 0.22%       |       |
| Тіміш           | 43.82%         | 13.94%        | 20.96%           | 7.41%              | 6.53%           | 1.46%          | 2.82%           | 1.11%           | 0.45%         | 0.38%           | 0.23%      | 0.28%             | 0.29%         | 0.32%       |       |
| Тулча           | 39.27%         | 23.40%        | 12.61%           | 9.97%              | 5.75%           | 0.46%          | 3.51%           | 1.99%           | 0.82%         | 0.49%           | 0.41%      | 0.34%             | 0.53%         | 0.44%       |       |
| Васлуй          | 33.16%         | 32.24%        | 12.15%           | 9.16%              | 5.33%           | 0.57%          | 2.74%           | 1.98%           | 0.63%         | 0.35%           | 0.47%      | 0.33%             | 0.47%         | 0.43%       |       |
| Вилча           | 36.61%         | 32.56%        | 10.05%           | 9.69%              | 4.27%           | 0.41%          | 2.82%           | 1.52%           | 0.34%         | 0.33%           | 0.30%      | 0.37%             | 0.35%         | 0.35%       |       |
| Вранча          | 40.74%         | 28.17%        | 10.07%           | 9.10%              | 4.79%           | 0.32%          | 2.65%           | 1.63%           | 0.62%         | 0.43%           | 0.38%      | 0.33%             | 0.42%         | 0.35%       |       |
| Закордонний     | 52.81%         | 2.74%         | 27.66%           | 3.64%              | 6.43%           | 0.52%          | 1.72%           | 2.48%           | 0.31%         | 0.42%           | 0.19%      | 0.37%             | 0.40%         | 0.31%       |       |

- Source: HotNews

### Другий тур
| County          | Йоганніс (Національна ліберальна партія) | Денчіле (Соціал-демократична партія) |        |
| --------------- | ---------------------------------------- | ------------------------------------ | ------ |
| County          | Алба                                     | 73.43%                               | 26.57% |
| Арад            | 69.66%                                   | 30.34%                               |        |
| Арджеш          | 52.19%                                   | 47.81%                               |        |
| Бакеу           | 62.02%                                   | 37.98%                               |        |
| Біхор           | 66.11%                                   | 33.89%                               |        |
| Бистриця-Несеуд | 71.90%                                   | 28.10%                               |        |
| Ботошані        | 50.22%                                   | 49.78%                               |        |
| Брашов          | 73.55%                                   | 26.45%                               |        |
| Бреїла          | 54.04%                                   | 45.96%                               |        |
| Бухарест        | 67.52%                                   | 32.48%                               |        |
| Бузеу           | 50.38%                                   | 49.62%                               |        |
| Караш-Северін   | 56.52%                                   | 43.48%                               |        |
| Келераш         | 53.91%                                   | 46.09%                               |        |
| Клуж            | 81.18%                                   | 18.82%                               |        |
| Констанца       | 68.47%                                   | 31.53%                               |        |
| Ковасна         | 72.93%                                   | 27.07%                               |        |
| Димбовіца       | 53.80%                                   | 46.20%                               |        |
| Долж            | 51.79%                                   | 48.21%                               |        |
| Галац           | 60.18%                                   | 39.82%                               |        |
| Джурджу         | 45.18%                                   | 54.82%                               |        |
| Гордж           | 48.10%                                   | 51.90%                               |        |
| Харгіта         | 70.37%                                   | 29.63%                               |        |
| Хунедоара       | 54.79%                                   | 45.21%                               |        |
| Яломіца         | 52.21%                                   | 47.79%                               |        |
| Ясси            | 66.21%                                   | 33.79%                               |        |
| Ілфов           | 68.23%                                   | 31.77%                               |        |
| Марамуреш       | 68.12%                                   | 31.88%                               |        |
| Мехедінць       | 48.03%                                   | 51.97%                               |        |
| Муреш           | 73.60%                                   | 26.40%                               |        |
| Нямц            | 58.72%                                   | 41.28%                               |        |
| Олт             | 45.59%                                   | 54.41%                               |        |
| Прахова         | 64.39%                                   | 36.61%                               |        |
| Сату-Маре       | 72.56%                                   | 27.44%                               |        |
| Селаж           | 69.15%                                   | 30.85%                               |        |
| Сібіу           | 85.28%                                   | 14.72%                               |        |
| Сучава          | 61.35%                                   | 38.65%                               |        |
| Телеорман       | 40.83%                                   | 59.17%                               |        |
| Тіміш           | 76.32%                                   | 23.64%                               |        |
| Тулча           | 64.65%                                   | 35.35%                               |        |
| Васлуй          | 54.14%                                   | 45.86%                               |        |
| Вилча           | 53.59%                                   | 46.41%                               |        |
| Вранча          | 59.30%                                   | 40.70%                               |        |
| Закордонний     | 94.00%                                   | 6.00%                                |        |

- Джерело: HotNews

#### Привітання Президента України
Президент України Володимир Зеленський привітав Клауса Йоганніса з переобранням президентом Румунії
|  | «Довіра переважної більшості виборців – найкраща оцінка та вагомий кредит для нового мандата. Очікую на активізацію двостороннього діалогу в інтересах наших країн та регіону», - написав у Твітер В.Зеленський |